# Ochrota dissimilis
Ochrota dissimilis är en fjärilsart som beskrevs av De Toulgoët 1956. Ochrota dissimilis ingår i släktet Ochrota och familjen björnspinnare. Inga underarter finns listade i Catalogue of Life.